# Liste der Naturdenkmäler im Bezirk Braunau am Inn
Die Liste der Naturdenkmäler im Bezirk Braunau am Inn listet die als Naturdenkmal ausgewiesenen Objekte im Bezirk Braunau im Bundesland Oberösterreich auf. Von den 60 Naturdenkmälern handelt es sich bei allen geschützten Objekten um Bäume oder Baumgruppen. Unter den als Naturdenkmälern ausgewiesenen Bäumen und Baumgruppen befinden sich verschiedene heimische sowie exotische Arten, insbesondere jedoch Winter-Linden (Tilia cordata), Sommer-Linden (Tilia platyphyllos) und Stieleichen (Quercus robur).

## Naturdenkmäler
| Foto |                 | Name                                              | ID    | Standort                                                           | Beschreibung | Fläche | Datum      |
| ---- | --------------- | ------------------------------------------------- | ----- | ------------------------------------------------------------------ | --- | ------ | ---------- |
| 1    | Datei hochladen | Weinlechnereiche in Altheim                       | nd047 | Altheim KG: Altheim GrStNr: 242/1 Standort                         | Die Stieleiche (Quercus robur) befindet sich inmitten des Weinlechnerplatzes in Altheim. Sie wurde 1893 zu Ehren von Josef Weinlechner gepflanzt. |        | 24.08.1965 |
| 1    | Datei hochladen | 2 Friedhofs-Birken                                | nd507 | Aspach KG: Aspach GrStNr: 2288 Standort                            | Die beiden Hänge-Birken (Betula pendula) auf dem Friedhof von Aspach wiesen zum Zeitpunkt der Unterschutzstellung einen Stammumfang von 2,3 bzw. 2,7 m (gemessen in einem Meter Höhe), einen gemeinsamen Kronendurchmesser von 17 m und eine Höhe von je rund 23 m auf. Ihr Alter betrug rund 150 Jahre. |        | 06.04.1993 |
| 1    | Datei hochladen | 2 Kapellenlinden                                  | nd431 | Aspach KG: Aspach GrStNr: 2264 Standort                            | Die beiden Winter-Linden (Tilia cordata) stehen am nördlichen Ortsende von Aspach neben einer Kapelle. Sie wiesen zum Zeitpunkt der Unterschutzstellung einen Stammumfang von 3,7 bzw. 3,05 m, einen gemeinsamen Kronendurchmesser von 25 m und eine Höhe von je rund 20 m auf. |        | 05.03.1991 |
| 1    | Datei hochladen | 2 Kirchen-Linden bzw. Kaiser-Linden in Aspach     | nd430 | Aspach KG: Aspach GrStNr: 2816 Standort                            | Die beiden Winter-Linden (Tilia cordata) wurden im Jahre 1898 anlässlich des 50-jährigen Kaiserjubiläums am Aufgang zur Aspacher Pfarrkirche gepflanzt. Sie wiesen zum Zeitpunkt der Unterschutzstellung einen Stammumfang von 3,8 bzw. 2,1 m, einen gemeinsamen Kronendurchmesser von 17 m und eine Höhe von je rund 30 m auf. |        | 04.03.1991 |
| 1    | Datei hochladen | Stiblerlinde                                      | nd052 | Aspach KG: Aspach GrStNr: 2315/2 Standort                          | Die Winter-Linde (Tilia cordata) wurde 1923 zu Ehren des Heimatdichters Georg Stibler auf einer Anhöhe südlich der Aspacher Pfarrkirche gepflanzt. Auch das umliegende Buschwerk wurde geschützt. |        | 20.06.1986 |
| 1    | Datei hochladen | Kapellen-Linde                                    | nd279 | Auerbach KG: Irnprechting GrStNr: 3/1 Standort                     | Die Winter-Linde (Tilia cordata), die sich in rund 1,5 m Höhe in drei Hauptäste teilt, befindet sich an der Ortseinfahrt von Unterirnprechting bei einer Kapelle. Due Linde wies zum Zeitpunkt der Unterschutzstellung einen Stammumfang von 5 m (gemessen in einem Meter Höhe), einen Kronendurchmesser von 18 m und eine Höhe von 20 m auf. |        | 22.10.1984 |
| 0 BW | Datei hochladen | Strauch-Birke (Betula humilis)                    | nd075 | Auerbach KG: Auerbach GrStNr: 939/1 Standort                       | Die Strauch-Birke (Betula humilis) steht am Rande eines Torfstiches und ist eines der wenigen Exemplare in ganz Oberösterreich. Sie befindet sich rund 2 km westlich des Ortes Auerbach am linken Ufer der Enknach. |        | 13.02.1974 |
| 1    | Datei hochladen | 2 Hainbuchen                                      | nd500 | Braunau am Inn KG: Ranshofen GrStNr: 295/10 Standort               | Die zwei Hainbuchen (Carpinus betulus) stehen im Garten des Hauses Osternberg 11. Sie wiesen zum Zeitpunkt der Unterschutzstellung einen Stammumfang von 2,85 bzw. 3,15 m, einen gemeinsamen Kronendurchmesser von 22 m und eine Höhe von je rund 26 m auf. |        | 08.01.1993 |
| 1    | Datei hochladen | Eiche am Prälatenbach                             | nd176 | Braunau am Inn KG: Ranshofen GrStNr: 1834/28 Standort              | Die Stieleiche (Quercus robur) steht am Rand des Ortes Scheuhub am linken Ufer des Prälatenbaches. Sie wies zum Zeitpunkt der Unterschutzstellung einen Stammumfang von 3,85 m (in Brusthöhe), einen Kronendurchmesser von rund 23 m und eine Höhe von 19,5 m auf. Ihr Alter wurde damals auf 150 bis 200 Jahre geschätzt. |        | 21.12.1981 |
| 1    | Datei hochladen | Stieleiche                                        | nd158 | Braunau am Inn KG: Ranshofen GrStNr: 1133/2 Standort               | Die Stieleiche (Quercus robur) mit geradem Wuchs und weit ausladender, gleichmäßig geformter Krone steht auf freier Flur nahe dem Kraftwerk Ranshofen an der Zufahrt Ranshofen Ost. Der Stammumfang beträgt 5,20 m (Stand 1989). |        | 27.01.2012 |
| 1    | Datei hochladen | Esche (Fraxinus excelsior)                        | nd087 | Braunau am Inn KG: Ranshofen GrStNr: 267/1 Standort                | Die Gemeine Esche (Fraxinus excelsior) befindet sich an der Osternbergstraße bei der ehemaligen Taverne des Gutes Osternberg. Ihr Alter wurde zum Zeitpunkt der Unterschutzstellung auf rund 200 Jahre geschätzt, der Stammumfang beträgt 5,60 m (Stand 1989). |        | 21.09.1976 |
| 1    | Datei hochladen | Esche in Ranshofen                                | nd643 | Braunau am Inn KG: Ranshofen GrStNr: 513/1 Standort                | Die Gemeine Esche (Fraxinus excelsior) steht hinter dem Wertheimer Platz auf einer Wiese vor dem ehemaligen Stift Ranshofen. Sie wies zum Zeitpunkt der Unterschutzstellung einen Stammumfang von 5,25 m (in einem Meter Höhe gemessen), einen Kronendurchmesser von 27 m und eine Höhe von rund 27 m auf. Ihr Alter wurde damals auf 150 bis 200 Jahre geschätzt.                                                                                |        | 08.03.2005 |
| 1    | Datei hochladen | Schönauerlinde                                    | nd356 | Braunau am Inn KG: Braunau am Inn GrStNr: 131/1 Standort           | Die Winter-Linde (Tilia cordata) befindet sich im Oberhang einer Innterrasse rund 400 m nordöstlich der Stadtpfarrkirche St. Stefan. Sie wies zum Zeitpunkt der Unterschutzstellung einen Stammumfang von 3,9 m (in Brusthöhe gemessen), einen Kronendurchmesser von 20 m und eine Höhe von 18 m auf. Das Alter des Baumes, der an der Nordseite bis 2/3 der Baumhöhe mit einem rankenden Efeu bewachsen war, wurde auf rund 200 Jahre geschätzt. |        | 23.10.1986 |
| 1    | Datei hochladen | Harrer-Eiche                                      | nd365 | Burgkirchen KG: Forstern GrStNr: 457 Standort                      | Die Stieleiche (Quercus robur) steht in der Ortschaft Unterhartberg. Sie wies zum Zeitpunkt der Unterschutzstellung einen Stammumfang von 5,3 m (in Brusthöhe gemessen), einen Kronendurchmesser von 25 m und eine Höhe von rund 27 m auf. Die Eiche teilt sich in rund 5 m Höhe in vier Hauptäste. |        | 28.11.1986 |
| 1    | Datei hochladen | Linde in Burgkirchen                              | nd364 | Burgkirchen KG: Forstern GrStNr: 593/1 Standort                    | Die Winter-Linde (Tilia cordata) steht völlig frei rund 100 m westlich des Gebäudes Brunning Nr. 5. Das Naturdenkmal wies zum Zeitpunkt der Unterschutzstellung einen Stammumfang von 4,2 m (in Brusthöhe gemessen), einen Kronendurchmesser von 19 m und eine Höhe von rund 25 m auf. Die Linde teilt sich in rund 2,5 m Höhe in zwei Hauptäste.                                                                                                 |        | 28.11.1986 |
| 1    | Datei hochladen | Kastanie                                          | nd535 | Eggelsberg KG: Haimhausen GrStNr: 660 Standort                     | Die Gewöhnliche Rosskastanie (Aesculus hippocastanum) steht neben dem Anwesen Gundertshausen 4.Anmerkung: Falscher Bescheid im Naturschutzbuch verlinkt. |        | 16.05.1994 |
| 1    | Datei hochladen | Sommerlinde                                       | nd310 | Eggelsberg KG: Gundertshausen GrStNr: 1346/1 Standort              | Die Sommer-Linde (Tilia platyphyllos) steht neben dem Gebäude der Privatbrauerei Schnaitl in Gundertshausen. Die Linde wies zum Zeitpunkt der Unterschutzstellung einen Stammumfang von 3,8 m (in einem Meter Höhe gemessen), einen Kronendurchmesser von rund 16 m und eine Höhe von rund 30 m auf. |        | 13.09.1985 |
| 1    | Datei hochladen | Gasthaus-Linde in Geretsberg                      | nd450 | Geretsberg KG: Geretsberg GrStNr: 850/1 Standort                   | Die Winter-Linde (Tilia cordata) steht neben dem Gasthaus Pemwieser am westlichen Ortsende von Geretsberg. Die Linde wies zum Zeitpunkt der Unterschutzstellung einen Stammumfang von 4,05 m (in einem Meter Höhe gemessen), einen Kronendurchmesser von 21 m und eine Höhe von rund 28 m auf. |        | 04.03.1991 |
| 1    | Datei hochladen | 3 Linden beim Gasthaus Pommer (Stadlerwirt)       | nd484 | Handenberg KG: Adenberg GrStNr: 1990 Standort                      | Die drei nicht näher klassifizierten Linden befinden sich auf dem Gelände des Gasthauses Pommer. Sie wiesen zum Zeitpunkt der Unterschutzstellung einen Stammumfang von 3,2, 3,5 bzw. 4,4 m (in einem Meter Höhe gemessen), einen gemeinsamen Kronendurchmesser von rund 26 m und eine Höhe von je über 25 m auf. Ihr Alter wurde auf rund 200 Jahre geschätzt.                                                                                   |        | 10.09.1992 |
| 1    | Datei hochladen | Gasthaus-Esche in Handenberg                      | nd485 | Handenberg KG: Sandthal GrStNr: 1190/1 Standort                    | Die Gemeine Esche (Fraxinus excelsior) an der Schirkwirt-Bezirksstraße neben dem Gasthaus Schmerold. Die Esche wies zum Zeitpunkt der Unterschutzstellung einen Stammumfang von 4,8 m, einen Kronendurchmesser von 23 m und eine Höhe von rund 30 m auf. |        | 10.09.1992 |
| 1    | Datei hochladen | Robinie                                           | nd432 | Haigermoos KG: Haigermoos GrStNr: 1233 Standort                    | Die Gewöhnliche Robinie (Robinia pseudoacacia) steht rund 250 m nördlich des Anwesens Witzling 1 in Franking. Der Baum wies zum Zeitpunkt der Unterschutzstellung einen Stammumfang von 3,05 m (in einem Meter Höhe gemessen), einen Kronendurchmesser von 12 m und eine Höhe von rund 24 m auf. |        | 05.03.1991 |
| 0 BW | Datei hochladen | Stieleiche in Helpfau                             | nd266 | Helpfau-Uttendorf KG: Helpfau GrStNr: 1368 Standort                | Die Stieleiche (Quercus robur) steht in einer Flussbiegung am linken Ufer der Mattig rund 250 m nordwestlich der Pfarrkirche. |        | 18.04.1984 |
| 1    | Datei hochladen | 2 Platanen                                        | nd302 | Hochburg-Ach KG: Ach GrStNr: 75/5 Standort                         | Die beiden Amerikanischen Platanen (Platanus occidentalis) befinden sich vor Volksschule Ach-Wanghausen. Sie wiesen zum Zeitpunkt der Unterschutzstellung einen Stammumfang von 3,5 bzw. 3,1 m (in Brusthöhe), einen gemeinsamen Kronendurchmesser von rund 30 m und eine Höhe von rund 33 m auf. |        | 11.06.1985 |
| 1    | Datei hochladen | Eiche                                             | nd304 | Hochburg-Ach KG: Hochburg GrStNr: 267/1 Standort                   | Die Stieleiche (Quercus robur) wies zum Zeitpunkt der Unterschutzstellung einen Stammumfang von 4,5 m (in Brusthöhe), einen Kronendurchmesser von rund 25 m und eine Höhe von rund 30 m auf. |        | 09.08.1985 |
| 1    | Datei hochladen | Haus-Eiche in Abern                               | nd439 | Jeging KG: Jeging GrStNr: 351/2 Standort                           | Die Stieleiche (Quercus robur) befindet sich an der Südwestseite des Anwesens Abern 12. Sie wies zum Zeitpunkt der Unterschutzstellung einen Stammumfang von 4,7 m (in einem Meter Höhe), einen Kronendurchmesser von 22 m und eine Höhe von rund 24 m auf. |        | 05.03.1991 |
| 1    | Datei hochladen | 2 Kapellenlinden in Teichstätt                    | nd107 | Lengau KG: Heiligenstadt GrStNr: 1876 Standort                     | Die denkmalgeschützte Dorfkapelle des hl. Laurentius in Teichstätt (Denkmalliste) wird von 2 großen, etwa 200 Jahre alten Winterlinden flankiert. |        | 10.10.1978 |
| 1    | Datei hochladen | Drillingseiche in Friedburg                       | nd105 | Lengau KG: Friedburg GrStNr: 529/1 Standort                        | An der Bundesstraße 147 von Straßwalchen nach Friedburg steht eine Eiche, die sich unmittelbar über dem Boden in drei Stämme teilt. |        | 10.10.1978 |
| 1    | Datei hochladen | Eiche im Holz                                     | nd361 | Lengau KG: Friedburg GrStNr: 405 Standort                          | Die Eiche im Holz, eine Stieleiche auf freier Flur, hatte 1986 in Brusthöhe einen Stammumfang von 4,1 m und eine Höhe von etwa 23 m. Ab einer Höhe von ungefähr 2,5 m teilt sich der Stamm in zwei Hauptäste, von denen sich einer wieder in zwei weitere dicke Äste teilt. |        | 01.12.1986 |
| 1    | Datei hochladen | Flureiche in Holz                                 | nd106 | Lengau KG: Friedburg GrStNr: 355/2 Standort                        | Die völlig freistehende Stieleiche an Güterweg Holz wurde wegen ihres landschaftsbildenden Charakters unter Schutz gestellt. |        | 10.10.1978 |
| 1    | Datei hochladen | Stieleiche in Mittererb                           | nd661 | Lengau KG: Krenwald GrStNr: 38/1; 228, Standort                    | Diese Stieleiche hat ein Alter von etwa 250 Jahren und war schon immer ein Grenzbaum. Sie hatte zum Zeitpunkt der Unterschutzstellung eine Höhe von ca. 23 m und einen Stammumfang von 4,35 m. Der Baum steht allein auf weiter Flur und ist weithin sichtbar. |        | 03.08.2010 |
| 0 BW | Datei hochladen | Gruber-Linde in Reitsham                          | nd344 | Lochen am See KG: Tannberg GrStNr: 3117/1 Standort                 | Die Sommer-Linde auf dem Grundstück Nr. 1904 in der KG Tannberg überragt mit einer Höhe von ca. 32 m die gesamte Ortschaft Reitsham. Bei der Unterschutzstellung hatte sie einen Umfang von 3,7 m. Zusammen mit der Linde auf dem Grundstück Nr. 1971 prägt sie das Bild des kleinen Ortes. |        | 20.03.1986 |
| 1    | Datei hochladen | Kapellen-Linde in Reitsham                        | nd343 | Lochen am See KG: Tannberg GrStNr: 3119 Standort                   | Winterlinde (Tilia cordata) mit Stammumfang von 5 Metern, in Reitsham, bei der denkmalgeschützten Schmiedhausl-Kapelle, am Richtstättenweg Lochen. |        | 20.03.1986 |
| 1    | Datei hochladen | Lindenbaumreihe bei der Kirche                    | nd592 | Maria Schmolln KG: Oberminathal GrStNr: 1258/4 Standort            | Beginnend an der rechten Seite des Haupteingangs der Pfarrkirche von Maria Schmolln stehen auf einer Länge von etwa 70 m acht Sommer- und Winterlinden. Die Linden mit Stammumfängen zwischen 2,2 m und 3,5 m haben Höhen bis ca. 25 m. Sie wurden nicht zuletzt wegen ihrer ortsbildprägenden Wirkung im Zusammenhang mit der Wallfahrtskirche unter Schutz gestellt.                                                                            |        | 29.11.2001 |
| 1    | Datei hochladen | Mammutbaum                                        | nd109 | Mattighofen KG: Mattighofen GrStNr: 135 Standort                   | Der Riesenmammutbaum mit einem Stammumfang von 5 Metern (Stand 1989) auf dem Gelände der Österreichischen Bundesforste im Schloss Mattighofen wurde zusammen mit einer Weymouth-Kiefer zum Naturdenkmal erklärt. |        | 10.10.1978 |
| 1    | Datei hochladen | Amerikanische Schwarznuß beim Schloss Mattighofen | nd454 | Mattighofen KG: Mattighofen GrStNr: 135 Standort                   | Die Amerikanische Schwarznuss im Schlosspark auf dem Gelände der Österreichischen Bundesforste in Mattighofen ist etwa 120 Jahre alt, hat einen Umfang von 3,25 m und eine Höhe von ca. 28 m. |        | 04.03.1991 |
| 1    | Datei hochladen | Priesterbauern-Eiche                              | nd442 | Mauerkirchen KG: Spitzenberg GrStNr: 124/2 Standort                | Obwohl die Priesterbauerneiche schon einmal vom Blitz getroffen wurde, ist sie in sehr gutem Zustand. Die Stieleiche hat einen Umfang von 3,1 m und eine Höhe von ca. 18 m. |        | 04.03.1991 |
| 1    | Datei hochladen | Stieleiche (Quercus robur)                        | nd094 | Mining KG: Gundholling GrStNr: 184 Standort                        | Die Stieleiche mit schön geformter Krone an der Straße von Unter- nach Obersunzing hatte 1977 schon einen 5,3 m Umfang in Brusthöhe. Sie dürfte ein Rest eines natürlichen Laubwaldes der Terrassenlandschaft entlang des Inns sein. |        | 08.06.1977 |
| 1    | Datei hochladen | Stieleiche (Quercus robur)                        | nd095 | Mining KG: Mining GrStNr: 684/5 Standort                           | Die vermutlich 350 Jahre alte Stieleiche am Sportplatz von Frauenstein hatte 1977 einen Umfang von 5,2 m, einen geraden Stamm und eine gut ausgebildete Krone. |        | 07.06.1977 |
| 1    | Datei hochladen | Linde auf dem Pfarrerberg                         | nd362 | Moosbach KG: Waasen GrStNr: 289/3 Standort                         | Zum Zeitpunkt der Unterschutzstellung hatte diese Winterlinde einen Umfang von 3,8 m und eine Höhe von ca. 20 m. Sie stand damals allein auf dem Pfarrerberg. Mittlerweile sind ihr die neugebauten Einfamilienhäuser der Ortschaft Moosbach schon sehr nahegekommen. |        | 28.11.1986 |
| 1    | Datei hochladen | Linde in der Ortschaft Achenlohe                  | nd645 | Munderfing KG: Achenlohe GrStNr: 230/2 Standort                    | Die nicht näher bestimmte Linde an der Ortseinfahrt von Achenlohe hatte 2005 einen Stammumfang von 3,8 m und eine geschätzte Höhe von 23 m. Der Baum dürfte ca. 150 Jahre alt sein. |        | 18.03.2005 |
| 1    | Datei hochladen | Eiche                                             | nd261 | Neukirchen an der Enknach KG: Mitternberg GrStNr: 367 Standort     | 1984 wies die Stieleiche einen Umfang von 4,15 m und eine Höhe von etwa 21 m auf. Der gerade Stamm verzweigt sich erst in einer Höhe von ca. 5,5 m und trägt eine ebenmäßige runde Krone. |        | 18.04.1984 |
| 1    | Datei hochladen | Kapellenlinde in Paßberg                          | nd265 | Neukirchen an der Enknach KG: Mitternberg GrStNr: 998 Standort     | Diese Winterlinde wurde 1910 neben der Seisingerkapelle gepflanzt und ist somit noch relativ jung. Sie hatte 1984 schon einen Umfang von 3,05 m und eine Höhe von ca. 15 m. Sie hat eine reichverzweigte kugelige Krone und bildet zusammen mit der 1905 errichteten Kapelle eine landschaftsprägende Einheit. |        | 18.04.1984 |
| 1    | Datei hochladen | Nussbaum in Eisenhub                              | nd644 | Neukirchen an der Enknach KG: Mitternberg GrStNr: 726 Standort     | Das mit einer Höhe von etwa 23 m landschaftsprägende Exemplar einer Echten Walnuss steht als Hausbaum auf dem Anwesen der Besitzer. Neben der beeindruckenden Höhe hat der Baum auch einen Stammumfang von ca. 4 m. |        | 18.03.2005 |
| 1    | Datei hochladen | Linde                                             | nd259 | Neukirchen an der Enknach KG: Neukirchen GrStNr: 981/2 Standort    | Die Winterlinde steht bei einem Anwesen in Neukirchen an der Enknach. |        | 18.04.1984 |
| 1    | Datei hochladen | Eiche                                             | nd342 | Ostermiething KG: Ernsting GrStNr: 1751 Standort                   | Die Stieleiche wurde wegen ihrer Größe unter Schutz gestellt. Sie hatte damals einen Stammumfang von 5 m, eine Höhe von ca. 20 m und einen Kronendurchmesser von ca. 22 m. |        | 07.03.1986 |
| 1    | Datei hochladen | Stieleiche                                        | nd108 | Pfaffstätt KG: Pfaffstätt GrStNr: 403/1 Standort                   | Neben dem Sportplatz in der Ortschaft Pfaffstätt steht eine Stieleiche die wegen ihrer Größe und ihres Alters unter Schutz gestellt wurde. |        | 10.10.1978 |
| 1    | Datei hochladen | Lindenallee in Frauschereck                       | nd066 | St. Johann am Walde KG: St. Johann GrStNr: 2145/4; 2130/4 Standort | Eine Reihe von Winterlinden in der Ortschaft Frauschereck wurde 1974 unter Schutz gestellt. |        | 25.03.1974 |
| 1    | Datei hochladen | Tanne                                             | nd226 | St. Johann am Walde KG: St. Johann GrStNr: 2200/1 Standort         | Die ungewöhnlich hohe Weiß-Tanne steht an einer Forststraße im Kobernaußerwald. Sie hatte 1983 eine Höhe von ungefähr 40 m und einen Umfang von 4,4 m. Die Krone hatte einen Durchmesser von etwa 16 m. Früher gab es in dieser Gegend mehrere Tannen von überdurchschnittlicher Größe, die geschützte dürfte die letzte Riesentanne sein. |        | 23.11.1983 |
| 1    | Datei hochladen | Tausendjährige Linde                              | nd096 | St. Johann am Walde KG: St. Johann GrStNr: 2848 Standort           | Die Sommer-Linde steht mitten im Wald, aber der Weg zu ihr ist markiert und beschildert. Sie ist ca. 500 Jahre alt, hat einen Umfang von etwa 7,1 m und ist schon seit langer Zeit hohl. Ab einer Höhe von ca. 2 m teilt sie sich in mehrere starke Äste, die zusammen eine große Krone bilden. |        | 25.04.1977 |
| 0 BW | Datei hochladen | Zwillingsbuche                                    | nd110 | St. Johann am Walde KG: St. Johann GrStNr: 2842 Standort           | Nur 50 Meter östlich der 1000-jährigen Linde steht diese Rotbuche mit 2 Stämmen. Sie ist ungefähr 30 m hoch und hat einen Stammumfang von 3,1 m. |        | 10.10.1978 |
| 1    | Datei hochladen | 200-jährige Eiche                                 | nd179 | St. Peter am Hart KG: St. Peter GrStNr: 425 Standort               | Die Stieleiche wurde 1982 auf Antrag ihrer Eigentümer geschützt. Bei einer Höhe von ca. 21 m hatte sie damals einen Umfang von knapp 4 m. Die Krone war etwa 15 m hoch und hatte einen Durchmesser von ca. 20 m. |        | 10.03.1982 |
| 1    | Datei hochladen | Stieleiche (Quercus robur)                        | nd088 | St. Peter am Hart KG: Hagenau GrStNr: 637/1 Standort               | Frei auf einem Feld, nicht weit vom Ufer des Inns entfernt, steht eine außergewöhnlich große, mindestens 300 Jahre alte Stieleiche mit einem Stammumfang von 6,50 m. Sie wurde auf Antrag ihrer Eigentümerin unter Schutz gestellt. |        | 22.09.1976 |
| 1    | Datei hochladen | Eichengruppe in Hagenau (3 Eichen)                | nd463 | St. Peter am Hart KG: Hagenau GrStNr: 1546 Standort                | Von den ursprünglich fünf Stieleichen, die sich entlang des Ortsweges von Schloss Hagenau befanden, sind nur noch drei erhalten. |        | 01.08.1991 |
| 1    | Datei hochladen | Lärche                                            | nd346 | St. Radegund KG: Hadermarkt GrStNr: 829; 834 Standort              | Die ungewöhnlich dicke Europäische Lärche hat einen Stammumfang von 3,3 m. Sie ist mit einer stattlichen Höhe von 22 m weithin sichtbar. |        | 03.04.1986 |
| 1    | Datei hochladen | Winterlinde                                       | nd447 | St. Veit im Innkreis KG: St. Veit im Innkreis GrStNr: 499 Standort | Der Stamm der ca. 220 Jahre alte Winterlinde teilt sich in ca. 3 m Höhe in drei dicke Äste. Der untere Stamm hatte 1991 einen Umfang von 3,6 m. Der Baum hatte eine Gesamthöhe von etwa 28 m. |        | 04.03.1991 |
| 1    | Datei hochladen | 2 Kapellenlinden                                  | nd359 | Tarsdorf KG: Hörndl GrStNr: 1255 Standort                          | Die zwei Winterlinden stehen nebeneinander bei der Hintermaierkapelle, haben eine gemeinsame Krone und sind etwa 24 m hoch. Ihre Stämme messen 3,6 m und 2,2 m im Umfang. Mit ihrer kugelförmigen Krone markieren sie den südlichen Ortseingang von Tarsdorf. |        | 29.09.1986 |
| 1    | Datei hochladen | 2 Kapellenlinden                                  | nd360 | Tarsdorf KG: Hofstatt GrStNr: 2035 Standort                        | Kurz vor der westlichen Ortseinfahrt von Fugging stehen bei der Peterkapelle zwei Sommer-Linden. Sie sind mit einem Umfang von 3,7 m beziehungsweise 3,8 m (1986) annähernd gleich dick und bilden eine gemeinsame Krone. Mit einer Höhe von etwa 26 m sind sie ein bestimmendes Landschaftselement. |        | 27.11.1986 |
| 1    | Datei hochladen | Eiche                                             | nd358 | Tarsdorf KG: Eichbichl GrStNr: 1965/1 Standort                     | Die mit etwa 28 m besonders hohe Stieleiche hatte im Jahr ihrer Unterschutzstellung einen schlanken Stamm mit 3,1 m Umfang. |        | 16.04.1987 |
| 1    | Datei hochladen | Grenadierlinde                                    | nd116 | Überackern KG: Überackern GrStNr: 192 Standort                     | Die Sommer-Linde ist mindestens 500 Jahre alt. Sie steht an einem Feldweg am Ufer der Salzach und hebt sich durch ihren regelmäßigen Wuchs und ihre Größe deutlich von der Umgebung ab. |        | 30.11.1978 |
| 1    | Datei hochladen | „Wirts-Eiche“ oder „Eiche auf der Leit’n“         | nd086 | Weng im Innkreis KG: Weng GrStNr: 673 Standort                     | Das Alter der Stieleiche wird auf ca. 200 Jahre geschätzt. Sie steht auf einem Abhang zwischen den Ortschaften Hauserding und Harterding. |        | 06.09.1985 |

## Ehemalige Naturdenkmäler
| Foto |                 | Name                                 | ID     | Standort                      | Beschreibung | Fläche | Datum |
| ---- | --------------- | ------------------------------------ | ------ | ----------------------------- | --- | ------ | ----- |
| 0    | Datei hochladen | Baumgruppe                           | gnd012 | Franking                      | Die geschützte Baumgruppe befand sich am Holzöstersee. |        |       |
| 1    | Datei hochladen | Bergulme in Ibm                      | gnd309 | Eggelsberg Standort           | Die Bergulme (Ulmus glabra) stand etwa 85 Meter süd-westlich der Schloßkapelle Ibm "Maria Hilf" in einer Böschung entlang der Hackenbucherstraße. Sie wies zum Zeitpunkt der Unterschutzstellung eine Höhe von rund 30 m, einen Stammumfang von 6,7 m und einen Kronendurchmesser von 22 m auf. |        |       |
| 0    | Datei hochladen | Eiche hinter dem Schloss Spitzenberg | gnd441 | Mauerkirchen                  | |        |       |
| 0    | Datei hochladen | Eiche in Ranshofen                   | gnd412 | Braunau am Inn                | Die Traubeneiche hatte zum Zeitpunkt der Unterschutzstellung eine Höhe von rund 26 m, einen Stammumfang von 5,25 m und wies einen außergewöhnlich starken und schönen Wuchs auf. |        |       |
| 0    | Datei hochladen | Eschen                               | gnd003 | Braunau am Inn                | Die drei Eschen befanden sich im Schleifmühlgraben in Braunau. |        |       |
| 0    | Datei hochladen | Kapellenlinde Teichstätt             | gnd049 | Lengau                        | Die Winterlinden (Tilia cordata) wurden in das Naturdenkmal Nr. 107 integriert. |        |       |
| 0    | Datei hochladen | Linde                                | gnd050 | Hochburg-Ach                  | Die aufgrund ihrer Wuchsform „Grenadiermütze“ genannte Linde war rund 300 Jahre alt. |        |       |
| 0    | Datei hochladen | Linde in Leithen                     | gnd357 | Koordinaten fehlen! Hilf mit. | Die Winterlinde hatte zum Zeitpunkt der Unterschutzstellung eine Höhe von rund 28 m, einen Stammumfang von 5 m und einen Kronendurchmesser von 23 m. Aufgrund von Sturmschäden wurde der Schutz aufgehoben.                                                                                     |        |       |
| 0    | Datei hochladen | Linden                               | gnd051 | Helpfau-Uttendorf             | Die Schlossberglinden befanden sich vor der Schlossbergkirche Uttendorf. |        |       |
| 0    | Datei hochladen | Nußbaum in Mauerkirchen              | gnd363 | Mauerkirchen                  | Der Nussbaum befand sich im Ortszentrum von Mauerkirchen am Vorplatz der Volks- und Hauptschule. Mit einem Stammumfang von 4,1 m in 1 m Höhe stellte er eine Seltenheit dar. |        |       |
| 0    | Datei hochladen | Rotbuche                             | gnd078 | Munderfing                    | Die als „Taferlbuche“ bezeichnete Rotbuche stellte mit einer Höhe von rund 35 m, einem Stammumfang von 5,7 m, einem Kronendurchmesser von 20 m und einem geschätzten Alter von 160 Jahren eine besondere Seltenheit dar.                                                                        |        |       |
| 0    | Datei hochladen | Stieleiche                           | gnd085 | Lochen am See                 | Die auf freier Flur stehende Stieleiche wies zum Zeitpunkt der Unterschutzstellung einen Stammumfang von 4,1 m, einen Kronendurchmesser von 25 m auf und ein Alter von rund 300 Jahren auf. |        |       |
| 0    | Datei hochladen | Tanne                                | gnd048 | Munderfing                    | Die Riesentanne befand sich im Kobernaußerwald. |        |       |
| 0    | Datei hochladen | Trauerweide in Braunau               | gnd307 | Braunau am Inn                | Die Trauerweide hatte zum Zeitpunkt der Unterschutzstellung eine Höhe von rund 22 m, einen Stammumfang von 3,95 m und einen Kronendurchmesser von 19 m. |        |       |
| 0    | Datei hochladen | Winterlinde                          | gnd180 | Pischelsdorf am Engelbach     | Die Winterlinde stand frei auf der Wiese neben einer Kapelle und hatte einen Stammumfang von 4,3 m. |        |       |

| Foto:                    | Fotografie des Naturdenkmals. Klicken des Fotos erzeugt eine vergrößerte Ansicht. Daneben finden sich zwei Symbole: \| Weitere Bilder vorhanden \| Das Symbol bedeutet, dass weitere Fotos des Objekts verfügbar sind. Durch Klicken des Symbols werden sie angezeigt. \| \| Eigenes Foto hochladen \| Durch Klicken des Symbols können weitere Fotos des Objekts in das Medienarchiv Wikimedia Commons hochgeladen werden. \| |
| Name:                    | Bezeichnung des Naturdenkmals laut offiziellen Quellen |
| ID                       | Identifikator |
| Standort:                | Es ist die Gemeinde und falls vorhanden die Adresse angegeben. Darunter sind die Katastralgemeinde (KG) und die Grundstücksnummer angeführt. Durch Aufruf des Links Standort wird die Lage des Denkmals in verschiedenen Kartenprojekten angezeigt. |
| Beschreibung             | Kurze Beschreibung des Naturdenkmals |
| Fläche                   | Fläche des Naturdenkmals in Hektar (ha) |
| Datum                    | Datum oder Jahr der Unterschutzstellung |
| Weitere Bilder vorhanden | Das Symbol bedeutet, dass weitere Fotos des Objekts verfügbar sind. Durch Klicken des Symbols werden sie angezeigt. |
| Eigenes Foto hochladen   | Durch Klicken des Symbols können weitere Fotos des Objekts in das Medienarchiv Wikimedia Commons hochgeladen werden. |